# Alexander Djiku
Alexander Kwabena Baidoo Djiku (Montpellier, 9 augustus 1994) is een Ghanees-Frans betaald voetballer die doorgaans speelt als centrale verdediger. In juli 2023 verruilde hij RC Strasbourg voor Fenerbahçe. Djiku maakte in 2020 zijn debuut in het Ghanees voetbalelftal.

## Clubcarrière
Djiku speelde in de jeugd van SC Bastia en brak ook door bij die club. Zijn professionele debuut maakte hij op 18 december 2013, toen in de Coupe de la Ligue met 2–1 verloren werd op bezoek bij Évian TG. Ilan Araújo opende de score nog namens Bastia, maar door twee treffers van Daniel Wass werd verloren. Djiku begon aan het duel als reservespeler maar hij mocht zeven minuten voor tijd invallen voor Féthi Harek. Zijn eerste doelpunt maakte de centrumverdediger op 21 december 2016, in eigen huis tegen Olympique Marseille. Na een doelpunt van Bafétimbi Gomis tekende hij in de drieëntachtigste minuut op aangeven van Allan Saint-Maximin voor de gelijkmaker. Clinton N'Jie maakte in de blessuretijd alsnog de beslissende 1–2 in het voordeel van Marseille.
In de zomer van 2017 maakte Djiku de overstap naar SM Caen, waar hij zijn handtekening zette onder een verbintenis voor de duur van vier seizoenen. Na één seizoen verlengde hij dit contract met één jaar tot medio 2022. Na het seizoen 2018/19 nam RC Strasbourg de verdediger over voor circa vierenhalf miljoen euro. Bij zijn nieuwe club tekende Djiku voor vier jaar. Na het aflopen van zijn contract tekende Djiku voor drie seizoenen bij Fenerbahçe.

## Clubstatistieken
| Seizoen | Club          | Competitie | Competitie | Competitie | Beker | Beker | Internationaal | Internationaal | Totaal | Totaal |
| Seizoen | Club          | Competitie | Wed.       | Dlp.       | Wed.  | Dlp.  | Wed.           | Dlp.           | Wed.   | Dlp.   |
| ------- | ------------- | ---------- | ---------- | ---------- | ----- | ----- | -------------- | -------------- | ------ | ------ |
| 2013/14 | SC Bastia     | Ligue 1    | 0          | 0          | 1     | 0     | —              | —              | 1      | 0      |
| 2014/15 | SC Bastia     | Ligue 1    | 2          | 0          | 3     | 0     | —              | —              | 5      | 0      |
| 2015/16 | SC Bastia     | Ligue 1    | 20         | 0          | 1     | 0     | —              | —              | 21     | 0      |
| 2016/17 | SC Bastia     | Ligue 1    | 23         | 1          | 1     | 0     | —              | —              | 24     | 1      |
| 2017/18 | SM Caen       | Ligue 1    | 28         | 0          | 5     | 0     | —              | —              | 33     | 0      |
| 2018/19 | SM Caen       | Ligue 1    | 31         | 1          | 4     | 0     | —              | —              | 35     | 1      |
| 2019/20 | RC Strasbourg | Ligue 1    | 25         | 1          | 3     | 1     | 5              | 0              | 33     | 2      |
| 2020/21 | RC Strasbourg | Ligue 1    | 30         | 0          | 0     | 0     | —              | —              | 30     | 0      |
| 2021/22 | RC Strasbourg | Ligue 1    | 31         | 1          | 2     | 0     | —              | —              | 33     | 1      |
| 2022/23 | RC Strasbourg | Ligue 1    | 31         | 1          | 0     | 0     | —              | —              | 31     | 1      |
| 2023/24 | Fenerbahçe    | Süper Lig  | 25         | 3          | 0     | 0     | 11             | 0              | 36     | 3      |
| 2024/25 | Fenerbahçe    | Süper Lig  | 18         | 0          | 1     | 0     | 11             | 1              | 30     | 1      |
| Totaal  | Totaal        | Totaal     | 264        | 8          | 21    | 1     | 27             | 1              | 312    | 10     |

Bijgewerkt op 8 maart 2025.

## Interlandcarrière
Djiku maakte zijn debuut in het Ghanees voetbalelftal op 9 oktober 2020, toen met 3–0 verloren werd in een vriendschappelijke wedstrijd tegen Mali door doelpunten van Hamari Traoré, El Bilal Touré en Amadou Haidara. Djiku mocht van bondscoach Charles Akonnor in de basis beginnen en hij speelde het gehele duel mee. Een minuut voor rust opende de centrumverdediger de score. De andere Ghanese debutanten waren Tarique Fosu-Henry (Brentford), Eugene Ansah (Hapoel Ironi Kiryat Shmona) en Kamaldeen Sulemana (FC Nordsjælland).
In november 2022 werd Djiku door bondscoach Otto Addo opgenomen in de voorselectie van Ghana voor het WK 2022. Tien dagen later maakte hij ook onderdeel uit van de definitieve selectie. Tijdens dit WK werd Ghana uitgeschakeld in de groepsfase na nederlagen tegen Portugal en Uruguay en een overwinning op Zuid-Korea. Djiku kwam in twee duels in actie. Zijn toenmalige clubgenoot Eiji Kawashima (Japan) was ook actief op het toernooi.
Djiku maakte in januari 2024 ook onderdeel uit van de selectie van bondscoach Chris Hughton voor het uitgestelde AK 2023. Hierop werd Ghana in de groepsfase uitgeschakeld na een nederlaag tegen Kaapverdië (1–2) en gelijke spelen tegen Egypte (2–2) en Mozambique (2–2). Djiku speelde in alle wedstrijden mee en maakte het enige doelpunt tegen Kaapverdië. Zijn toenmalige clubgenoot Bright Osayi-Samuel (Nigeria) was ook actief op het toernooi.
| Interlands van Alexander Djiku voor Ghana | Interlands van Alexander Djiku voor Ghana | Interlands van Alexander Djiku voor Ghana | Interlands van Alexander Djiku voor Ghana | Interlands van Alexander Djiku voor Ghana | Interlands van Alexander Djiku voor Ghana | Interlands van Alexander Djiku voor Ghana |
| №                                         | Datum                                     | Wedstrijd                                 | Uitslag                                   | Competitie                                | Goals                                     |                                           |
| Als speler bij RC Strasbourg              | Als speler bij RC Strasbourg              | Als speler bij RC Strasbourg              | Als speler bij RC Strasbourg              | Als speler bij RC Strasbourg              | Als speler bij RC Strasbourg              | Als speler bij RC Strasbourg              |
| ----------------------------------------- | ----------------------------------------- | ----------------------------------------- | ----------------------------------------- | ----------------------------------------- | ----------------------------------------- | ----------------------------------------- |
| 1                                         | 9 oktober 2020                            | Mali – Ghana                              | 3 – 0                                     | Vriendschappelijk                         |                                           |                                           |
| 2                                         | 12 oktober 2020                           | Ghana – Qatar                             | 5 – 1                                     | Vriendschappelijk                         |                                           |                                           |
| 3                                         | 12 november 2020                          | Ghana – Soedan                            | 2 – 0                                     | AK 2021 kwalificatie                      |                                           |                                           |
| 4                                         | 17 november 2020                          | Soedan – Ghana                            | 1 – 0                                     | AK 2021 kwalificatie                      |                                           |                                           |
| 5                                         | 8 juni 2021                               | Marokko – Ghana                           | 1 – 0                                     | Vriendschappelijk                         |                                           |                                           |
| 6                                         | 11 juni 2021                              | Ghana – Ivoorkust                         | 0 – 0                                     | Vriendschappelijk                         |                                           |                                           |
| 7                                         | 3 september 2021                          | Ghana – Ethiopië                          | 1 – 0                                     | WK 2022 kwalificatie                      |                                           |                                           |
| 8                                         | 6 september 2021                          | Zuid-Afrika – Ghana                       | 1 – 0                                     | WK 2022 kwalificatie                      |                                           |                                           |
| 9                                         | 9 oktober 2021                            | Ghana – Zimbabwe                          | 3 – 1                                     | WK 2022 kwalificatie                      |                                           |                                           |
| 10                                        | 12 oktober 2021                           | Zimbabwe – Ghana                          | 0 – 1                                     | WK 2022 kwalificatie                      |                                           |                                           |
| 11                                        | 14 november 2021                          | Ghana – Zuid-Afrika                       | 1 – 0                                     | WK 2022 kwalificatie                      |                                           |                                           |
| 12                                        | 5 januari 2022                            | Algerije – Ghana                          | 3 – 0                                     | Vriendschappelijk                         |                                           |                                           |
| 13                                        | 10 januari 2022                           | Marokko – Ghana                           | 1 – 0                                     | AK 2021                                   |                                           |                                           |
| 14                                        | 14 januari 2022                           | Gabon – Ghana                             | 1 – 1                                     | AK 2021                                   |                                           |                                           |
| 15                                        | 18 januari 2022                           | Ghana – Comoren                           | 2 – 3                                     | AK 2021                                   | 77'                                       |                                           |
| 16                                        | 25 maart 2022                             | Ghana – Nigeria                           | 0 – 0                                     | WK 2022 kwalificatie                      |                                           |                                           |
| 17                                        | 29 maart 2022                             | Nigeria – Ghana                           | 1 – 1                                     | WK 2022 kwalificatie                      |                                           |                                           |
| 18                                        | 23 september 2022                         | Brazilië – Ghana                          | 3 – 0                                     | Vriendschappelijk                         |                                           |                                           |
| 19                                        | 24 november 2022                          | Portugal – Ghana                          | 3 – 2                                     | WK 2022                                   |                                           |                                           |
| 20                                        | 28 november 2022                          | Zuid-Korea – Ghana                        | 2 – 3                                     | WK 2022                                   |                                           |                                           |
| Als speler bij Fenerbahçe                 |                                           |                                           |                                           |                                           |                                           |                                           |
| 21                                        | 23 maart 2023                             | Ghana – Angola                            | 1 – 0                                     | AK 2023 kwalificatie                      |                                           |                                           |
| 22                                        | 7 september 2023                          | Ghana – Centraal-Afrikaanse Republiek     | 2 – 1                                     | AK 2023 kwalificatie                      |                                           |                                           |
| 23                                        | 12 september 2023                         | Ghana – Libanon                           | 3 – 1                                     | Vriendschappelijk                         |                                           |                                           |
| 24                                        | 8 januari 2024                            | Ghana – Namibië                           | 0 – 0                                     | Vriendschappelijk                         |                                           |                                           |
| 25                                        | 14 januari 2024                           | Ghana – Kaapverdië                        | 1 – 2                                     | AK 2023                                   | 56'                                       |                                           |
| 26                                        | 18 januari 2024                           | Egypte – Ghana                            | 2 – 2                                     | AK 2023                                   |                                           |                                           |
| 27                                        | 22 januari 2024                           | Mozambique – Ghana                        | 2 – 2                                     | AK 2023                                   |                                           |                                           |
| 28                                        | 6 juni 2024                               | Mali – Ghana                              | 1 – 2                                     | WK 2026 kwalificatie                      |                                           |                                           |
| 29                                        | 10 juni 2024                              | Ghana – Centraal-Afrikaanse Republiek     | 4 – 3                                     | WK 2026 kwalificatie                      |                                           |                                           |
| 30                                        | 10 oktober 2024                           | Ghana – Soedan                            | 0 – 0                                     | AK 2025 kwalificatie                      |                                           |                                           |
| 31                                        | 15 oktober 2024                           | Soedan – Ghana                            | 2 – 0                                     | AK 2025 kwalificatie                      |                                           |                                           |

Bijgewerkt op 8 maart 2025.